# Europäische Gesellschaft für Neuro-Linguistische Psychotherapie
Die Europäische Gesellschaft für Neuro-Linguistische Psychotherapie (engl.: European Association for Neuro-Linguistic Psychotherapy), kurz EANLPt, ist eine Plattform von nationalen NLPt-Organisationen, NLPt-Trainingsinstituten und Neuro-Linguistischen Psychotherapeuten, die NLPt (Neuro-Linguistische Psychotherapie) in Europa repräsentieren. Die EANLPt hat ihren Sitz in Wien und wurde 1995 gegründet.
Präsident ist Catalin Zaharia (Rumänien), die Vizepräsidenten sind Catherine Tamisier (Frankreich) und Draženka Milinković (Kroatien). Generalsekretär der EANLPt ist  Peter Schütz (Österreich), seine Stellvertreter sind Riita Malkamäki (Finnland) und Gyula Biró (Ungarn).

## Ziele
Ziele sind das Fördern der psychotherapeutischen Anwendung von NLPt (Neuro-Linguistische Psychotherapie) als anerkannte Psychotherapie-Methode in Europa, das Unterstützen von Trainingsstandards und Repräsentieren dieser Methode in den europäischen Regierungsstellen und innerhalb der European Association for Psychotherapy (EAP) sowie der Gründung einer weltweiten Plattform für NLPt. Die EANLPt ist die europaweite Anerkennungsorganisation (EWAO) für NLPt in der EAP.
NLPt-Psychotherapeuten können mit Hilfe von „grandparenting“-Kriterien über das Metacurriculum den Status ECP erhalten.
Die EANLPt hält jedes Jahr zwei Konferenzen in verschiedenen Ländern Europas ab.